# Tortula xerophila
Tortula xerophila är en bladmossart som beskrevs av Theodor Carl Karl Julius Herzog 1916. Tortula xerophila ingår i släktet tussmossor, och familjen Pottiaceae. Inga underarter finns listade i Catalogue of Life.